# Platyarthron semivittatum
Platyarthron semivittatum är en skalbaggsart som beskrevs av Bates 1885. Platyarthron semivittatum ingår i släktet Platyarthron och familjen långhorningar.
Artens utbredningsområde är:
- Costa Rica.
- Panama.

Inga underarter finns listade i Catalogue of Life.